# Schizanthus litoralis
Schizanthus litoralis es una especie de planta herbácea perteneciente a la familia de las solanáceas. Es originaria de Chile.

## Descripción
Se trata de una planta anual, de 40 a 60 cm de altura, glandulosa y pegajosa, con hojas divididas, irregularmente partidas, de 4 a 8 cm de largo, siendo las superiores más pequeñas, a menudo enteras. Las  flores se hallan divididas en varios segmentos, son muy vistosas, violáceas con manchas amarillas y una mancha oscura en las divisiones del labio superior. Las flores se disponen en una corta inflorescencia terminal, compacta. El fruto es una cápsula, más corta que el cáliz. Esta y otras especies del género se cultivan en Estados Unidos y Europa. 

## Distribución
Es originaria de Chile, habitando la zona litoral de las provincias de Coquimbo y Aconcagua. Se la conoce como "mariposita de la costa".

## Cultivo
Las semillas de esta especie no germinan fácilmente en condiciones artificiales, no obstante, se ha demostrado que las mismas necesitan de escarificación o abrasión manual para obtener buenos resultados.

## Taxonomía
Schizanthus litoralis fue descrita por Rodolfo Amando Philippi y publicado en Anales de la Universidad de Chile 91: 118, en el año 1895.
Sinonimia
- Schizanthus splendens Sudzuki[5]